# Hillview (Kentucky)
Hillview es una ciudad ubicada en el condado de Bullitt en el estado estadounidense de Kentucky. En el Censo de 2010 tenía una población de 8172 habitantes y una densidad poblacional de 953,53 personas por km².

## Geografía
Hillview se encuentra ubicada en las coordenadas 38°2′6″N 85°40′11″O / 38.03500, -85.66972. Según la Oficina del Censo de los Estados Unidos, Hillview tiene una superficie total de 8.57 km², de la cual 8.5 km² corresponden a tierra firme y (0.88%) 0.08 km² es agua.

## Demografía
Según el censo de 2010, había 8172 personas residiendo en Hillview. La densidad de población era de 953,53 hab./km². De los 8172 habitantes, Hillview estaba compuesto por el 96% blancos, el 1.13% eran afroamericanos, el 0.29% eran amerindios, el 0.76% eran asiáticos, el 0.02% eran isleños del Pacífico, el 0.34% eran de otras razas y el 1.46% pertenecían a dos o más razas. Del total de la población el 1.97% eran hispanos o latinos de cualquier raza.